# Салома, Луис
Луис Гонсага Салома Нуньес (исп. José Práxedes del Corazón de Jesús Luis Gonzaga Saloma Núñez; 22 июля 1866, Уэхоцинго, штат Пуэбла — 5 октября 1956, Мехико) — мексиканский скрипач и музыкальный педагог.
Начал учиться музыке в 1878 году, спустя десять лет обосновался в Мехико и быстро завоевал признание, прежде всего, как ансамблист. С успехом выступал в составе фортепианного трио вместе с Рикардо Кастро и Рафаэлем Галиндо (в частности, этот состав дал первый концерт в 1896 году при открытии в Мехико зала камерной музыки, построенного фирмой «Casa Wagner y Levien» — первым в Мексике музыкальным издательством), руководил собственным струнным квартетом, выступал также как дирижёр. Главным пропагандистом камерной музыки в стране называет Салому Нуньеса «Краткая история музыки в Мексике». Был первым мексиканским скрипачом, исполнившим музыку Иоганна Себастьяна Баха (1896, чакона из Партиты № 2 для скрипки соло в переложении для скрипки и фортепиано, с пианистом Луисом Моктесумой).
На протяжении многих лет заведовал кафедрой скрипки в Национальной консерватории; у Саломы учились, в частности, Абель Айзенберг, Эрмило Новело, Луис Эррера де ла Фуэнте и многие другие.
Сыновья, Давид Салома (1900—1996) и Даниэль Салома (1906—1998), — скрипачи, солисты Национального симфонического оркестра. Внук, Луис Самуэль Салома — скрипач и дирижёр.